# Vöröshasú nünüke
A vöröshasú nünüke (Meloe rufiventris) a hólyaghúzófélék (Meloidae) családjába tartozó Meloe rovarnem egy faja. Magyarországon 2012 óta védett faj, természetvédelmi értéke 50 000 forint.